# Diplacina persephone
Diplacina persephone är en trollsländeart som beskrevs av Maurits Anne Lieftinck 1933. Diplacina persephone ingår i släktet Diplacina och familjen segeltrollsländor. Inga underarter finns listade i Catalogue of Life.